# Fusión (cambio de estado)

Diagrama que muestra la nomenclatura de los cambios de estado de acuerdo a la entalpía.

El derretimiento de cubos de hielo ilustran el proceso de fusión.

Derretimiento, o fusión, es un proceso físico que resulta en la transición de fase de una sustancia de un sólido a un líquido. Esto ocurre cuando aumenta la energía interna de los sólidos, típicamente por la aplicación de calor o presión, el cual aumenta la temperatura de la sustancia al punto de fusión. En el punto de fusión, el orden de iones o moléculas en los sólidos se devienen a un estado menos ordenado, y el sólido se convierte en un líquido.
Las sustancias en el estado fundido generalmente reducen su viscosidad con el aumento de temperatura. Una excepción a este principio es el azufre, cuyos aumentos de viscosidad son debidos a la polimerización, disminuyendo a temperaturas más altas en su estado fundido.
Algunos compuestos orgánicos funden a través de mesofases, estados de orden parcial entre sólido y líquido.
Al calentar un trozo de plomo (por ejemplo, en un recipiente de acero), se puede observar que se derrite a cierta temperatura. Si se permite que el plomo fundido se enfríe, volverá a un estado de agregado sólido. Un cuerpo sólido se transforma en líquido al calentarse, y un líquido en sólido al enfriarse. Para cada sustancia química, existe una cierta temperatura a la cual la sustancia cambia de un estado sólido a líquido, es decir, de un estado líquido a un sólido agregado. En el primer caso se produce la fusión, y esta temperatura se denomina punto de fusión, y en el segundo caso se produce la solidificación. Los experimentos han demostrado que el punto de fusión y el punto de solidificación coinciden para materiales iguales a la misma presión. De los metales puros, el estaño, el plomo y el bismuto se funden a las temperaturas más bajas, mientras que el mercurio se encuentra en estado líquido a temperatura normal. Las aleaciones (mezclas de dos o más metales) normalmente tienen un punto de fusión más bajo que el punto de fusión de los metales de los que se compone la aleación, por ejemplo, una aleación de zinc y plomo en partes iguales utilizada para soldadura blanda, se funde a 200 °C. 

## Historia
El concepto de "fusión" ha evolucionado significativamente a lo largo del tiempo, desde las intuiciones antiguas sobre los estados de la materia hasta el entendimiento científico sofisticado que tenemos hoy. La historia de la fusión, un proceso en el que un sólido se convierte en líquido al ser calentado, está intrínsecamente relacionada con el desarrollo más amplio de la termodinámica, la ciencia de materiales y la teoría atómica.

### Comprensión temprana: comienzos intuitivos
Las primeras referencias al proceso de fusión pueden rastrearse hasta las civilizaciones antiguas. Las personas observaban que sustancias como el hielo y los metales podían cambiar de forma sólida a líquida bajo diferentes condiciones. Los antiguos griegos, como Aristóteles, tenían una comprensión rudimentaria del mundo natural, describiendo la materia como compuesta por cuatro elementos fundamentales: tierra, aire, fuego y agua. Aunque no contaban con un concepto formal de fusión, reconocían que las sustancias podían cambiar bajo ciertas circunstancias, como la solidificación del agua en hielo durante el clima frío y la licuación de los metales al ser calentados.

### El Renacimiento y la Revolución Científica
Durante el Renacimiento, los eruditos comenzaron a cuestionar las nociones previas sobre la materia, lo que llevó a la revolución científica en los siglos XVI y XVII. Una figura clave en esta transformación fue Robert Boyle, cuyo trabajo en los 1600 sentó las bases de la química moderna. Los estudios pioneros de Boyle sobre los gases, junto con su famosa Ley de Boyle, ayudaron en la comprensión de la temperatura y la presión, cruciales para el estudio de la fusión. Boyle y otros como Isaac Newton empezaron a considerar las propiedades de la materia en términos de observación y experimento científicos, preparando el terreno para un examen más riguroso de los cambios físicos, como la fusión, que las sustancias experimentan.
El descubrimiento de los cambios de fase del agua también se convirtió en un área notable de estudio. En el siglo XVIII, científicos como Joseph Black y Jean-Pierre Méry comenzaron a experimentar con el calor y el hielo. El descubrimiento de Black sobre el calor latente, que es la cantidad de calor necesario para cambiar la fase de una sustancia (por ejemplo, de sólido a líquido) sin cambiar su temperatura, fue fundamental para avanzar en la comprensión científica de la fusión. Black demostró que cuando el hielo se funde, absorbe calor sin un aumento en la temperatura, un fenómeno que más tarde se explicaría en términos de movimiento molecular y energía.

### El nacimiento de la termodinámica
El siglo XIX marcó una era crucial en la comprensión de las transiciones de fase, incluida la fusión, con el desarrollo de la termodinámica como disciplina científica formal. El trabajo de científicos como Sadi Carnot, James Clerk Maxwell y Rudolf Clausius condujo a la formulación de leyes que gobiernan la conservación de la energía y la transferencia de calor. El desarrollo del concepto del "punto crítico", la temperatura y la presión en las que las fases distintas de la materia (como líquido y gas) se fusionan, fue crucial para entender no solo la fusión, sino el comportamiento más amplio de los materiales bajo diferentes condiciones.
A mediados del siglo XIX, la conexión entre temperatura y el comportamiento de los átomos y las moléculas comenzó a tomar forma. La teoría cinética de la materia, desarrollada por científicos como James Clerk Maxwell y Ludwig Boltzmann, explicó el comportamiento de las partículas en los diferentes estados de la materia. Según esta teoría, a medida que aumenta la temperatura de un sólido, la energía vibracional de sus átomos o moléculas también aumenta, superando en algún punto las fuerzas que los mantienen unidos, lo que lleva a la fusión.

### Comprensión moderna
En el siglo XX, con el advenimiento de la mecánica cuántica y la teoría atómica, la comprensión de la fusión se volvió más precisa. Ahora se sabía que las sustancias se fundían a una temperatura característica, conocida como el punto de fusión, que dependía de la estructura molecular del material y de las fuerzas entre los átomos. Por ejemplo, los metales suelen tener puntos de fusión elevados debido a que los enlaces entre sus átomos son fuertes, mientras que sustancias como el hielo se funden a temperaturas más bajas debido a los relativamente débiles enlaces de hidrógeno entre las moléculas de agua.
En la ciencia moderna de materiales, el proceso de fusión se entiende en términos del comportamiento microscópico de las moléculas y los átomos, y los puntos de fusión se utilizan como una propiedad clave para identificar y caracterizar sustancias. El estudio de la fusión también se ha expandido a los campos de la cristalografía, donde la disposición de los átomos en un sólido juega un papel importante en su comportamiento de fusión, y al estudio de los líquidos sobreenfriados y las transiciones de vidrio.

## La fusión como una transición de fase de primer orden
Desde el punto de vista de la termodinámica, en el punto de fusión el cambio en la energía libre de Gibbs ∆G de las sustancias es cero, pero hay cambios distintos de cero en la entalpía (H) y la entropía (S), conocidas respectivamente como entalpía de fusión (o calor latente de fusión) y entropía de fusión. Por tanto, la fusión se clasifica como una transición de fase de primer orden. La fusión se produce cuando la energía libre de Gibbs del líquido es menor que la del sólido para ese material. La temperatura a la que esto ocurre depende de la presión ambiental.
El helio de baja temperatura es la única excepción conocida a la regla general. Helio-3 tiene una entalpía de fusión negativa a temperaturas inferiores a 0,3 K. Helio-4 también tiene una entalpía de fusión muy ligeramente negativa por debajo de 0,8 K. Esto significa que, a presiones constantes adecuadas, se debe extraer calor de estas sustancias para fundirlas.

## Criterios de fusión
Entre los criterios teóricos para la fusión, los criterios de Lindemann y Born son los más frecuentemente utilizados como base para analizar las condiciones de fundir . El criterio de Lindemann declara que la fusión ocurre debido a una inestabilidad vibracional, por ejemplo, los cristales se funden cuando la amplitud media de las vibraciones térmicas de átomos es relativamente alta comparada con distancias interatómicas, p. ej. <δu2>1/2 > δLRs, donde δu es el desplazamiento
atómico, el parámetro Lindemann δL ≈ 0.20...0.25 y Rs es un medio de la distancia interatómica. : 177  El criterio de Lindemann de fusión está basado en datos experimentales para materiales cristalinos y para transiciones líquidas en materiales amorfos. El criterio de Born está basado en la catástrofe de rigidez causado por el desaparición módulo de esfuerzo elástico, p. ej. cuándo el cristal ya no tiene rigidez suficiente para resistir una carga mecánica.

## Sobreenfriamiento
Bajo condiciones estándar, el punto de fusión de una sustancia es una propiedad característica. El punto de fusión es a menudo igual al punto de congelación. Aun así, bajo ciertas condiciones puede ocurrir superenfriamiento o supercalentamiento pasando el punto de fusión o el punto de congelación puede ocurrir. Agua en un vaso con una superficie muy limpia  a menudo se superenfría varios grados bajo el punto de congelación sin congelarse. Emulsiones finas de agua pura han sido enfriadas a −38 grados Celsius sin nucleación para formar hielo. La nucleación ocurre debido a fluctuaciones en las propiedades del material. Si el material es conservado sin una interacción (una vibración física) que provoque este cambio, el superenfriamiento (o supercalentamiento) puede ocurrir. Termodinámicamente, el líquido superenfriado está en el estado metaestable con respecto a la fase cristalina, y probablemente puede cristalizarse de repente.

## Fundido de sólidos amorfos (vidrios)
Los vidrios son sólidos amorfos los que normalmente son fabricados cuando el material fundido se enfría muy rápidamente por debajo de su temperatura de transición vítrea, sin tiempo suficiente para formar una red regular de cristal. Los sólidos están caracterizados por un alto grado de conectividad entre sus moléculas, mientras que los fluidos tienen una conectividad más baja de sus bloques estructurales. Fundir un material sólido también puede considerarse como una filtración a través de las conexiones rotas entre partículas. En esta aproximación la fundición de un material amorfo ocurre cuándo los vínculos rotos forman un grupo de filtración con Tg (Temperatura de transición vítrea) dependiente de parámetros en quasi-equilibrio termodinámico de vinculación (entalpía (Hd) y entropía (Sd) de formación de vínculos en un sistema dado en condiciones dadas):
{\displaystyle T_{g}={\tfrac {H_{d}}{S_{d}+Rln\left({\frac {1-f_{c}}{f_{c}}}\right)}}}
Donde fc es el umbral de filtración y R es la constante universal de los gases. A pesar de que Hd y Sd no son verdaderos parámetros termodinámicos del equilibrio y pueden depender del índice de enfriamiento de un fusión pueden ser encontrados desde los dato experimental disponibles sobre la viscosidad de materiales amorfos.
Incluso bajo su punto de fusión, las películas quasi-líquidas pueden ser observadas en superficies cristalinas. El grosor de la película es función de la temperatura. Este efecto es común para todos los materiales cristalinos. La pre-fusión muestra sus efectos en por ejemplo durante las heladas, el crecimiento de los copos de nieve y quizás incluso en el movimiento de glaciares.

## Conceptos relacionados
En genética, fundir ADN significa separar la doble-hélice ADN a dos hebras individuales por calentamiento o el uso de agentes químicos, conocido como reacción en cadena de la polimerasa.